# Franc Dakskobler
Franc Dakskobler, slovenski učitelj, pedagoški pisec in prevajalec, * 10. november 1906, Trst, † 8. junij 1983, Padova.

## Življenje in delo
Obiskoval je učiteljišče v Tolminu (1922-26). Sprva je služboval na Livških Ravnah (1926-27) in Podbrdu (1927-31) nato pa je bil kot cela vrsta slovenskih učiteljev prestavljen v notranjost Italije; najprej v kraj Marostica pri Vicenzi, kjer je ostal do 1942, od tam pa v Padovo, kjer je poučeval vsa nadaljnja leta do upokojitve 1972. V kraju Marostica je ustanovil srednjo trgovsko šolo, ki je kasneje postala državna šola. Na njej je 11 let poučeval po nekaj ur tedensko. Po prihodu v Padovo se je v okviru sindikata boril za učiteljske pravice, sprva kot član izvršnega odbora, potem pa kot deželni tajnik sindikata učiteljev. Veliko je pisal o pedagoških in stanovskih vprašanjih ter sestavljal učbenike. Za italijanske oddaje koprskega radia je pripravljal literarrne portrete in predstavil nad 50 slovenskih pesnikov in pisateljev, tudi s prevodi iz nekaterih njihovih del. Izšli so njegovi prevodi del Svetlane Makarovič (Kosovirja na leteči žlici, Vrček so razbili, Miška spi), Antona Ingoliča (Tajno društvo PGC, v prevodu La Banda dei Chiodi), Frana Milčinskega in Toneta Seliškarja ter še nekaterih drugih slovenskih književnikov. 